# ديفيد أديسون ريس
ديفيد أديسون ريس هو سياسي أمريكي، ولد في 3 مارس 1794 في شارلوت في الولايات المتحدة، وتوفي في 16 ديسمبر 1871 في أوبورن في الولايات المتحدة. نشط حزبياً في حزب اليمين. وقد انتخب عضو مجلس النواب الأمريكي ‏.